# 비스트 오브 뉴헤이븐
| 비스트 오브 뉴헤이븐 |                                                                          |
| 콘퍼런스             | 동부 콘퍼런스 (1997년~1999년)                                            |
| 디비전               | 뉴잉글랜드 디비전 (1997년~1999년)                                        |
| 설립연도             | 1997년                                                                   |
| 해체연도             | 1999년                                                                   |
| 역사                 | 캐롤라이나 모나크스 (1995년~1997년) 비스트 오브 뉴헤이븐 (1997년~1999년) |
| 경기장               | 뉴헤이븐 콜리시엄                                                        |
| 연고지               | 코네티컷주 뉴헤이븐                                                      |
| 상징색               | 빨강, 자색                                                               |
| 구단주               |                                                                          |
| 단장                 |                                                                          |
| 감독                 |                                                                          |
| NHL 제휴             |                                                                          |
| ECHL 제휴            |                                                                          |
| 정규시즌 우승        |                                                                          |
| 콘퍼런스 우승        |                                                                          |
| 디비전 우승          |                                                                          |
| 칼더 컵              |                                                                          |
| 영구 결번            |                                                                          |

비스트 오브 뉴헤이븐(Beast of New Haven)는 미국 코네티컷주 뉴헤이븐을 연고지로 하는 1997년부터 1999년까지 AHL 소속되었던 아이스 하키팀이다.

## 역대 홈경기장
| 비스트 오브 뉴헤이븐 |               |          |                     |      |
| 경기장               | 사용기간      | 수용인원 | 장소                | 비고 |
| 뉴헤이븐 콜리시엄    | 1997년~1999년 | 11,171명 | 코네티컷주 뉴헤이븐 | 빈칸 |